# Thrypticus nigripes
Thrypticus nigripes är en tvåvingeart som beskrevs av Van Duzee 1921. Thrypticus nigripes ingår i släktet Thrypticus och familjen styltflugor.
Artens utbredningsområde är Utah. Inga underarter finns listade i Catalogue of Life.